# Die Sendung mit der Maus
Die Sendung mit der Maus (på dansk: Udsendelsen med musen) eller blot Die Maus, er en tysk animeret tv-serie for børn, der bliver produceret af Westdeutscher Rundfunk og sendt på Das Erste. Programmet er specielt kendt for sin titelmelodi og informative indhold. Det blev sendt første gang den 7. marts 1971 og er i dag populært landsdækkende i Tyskland.
Die Maus er skabt af Dieter Saldecki, Gert Kaspar Müntefering og Armin Maiwald. Programmets mål er at give børn vigtig læring, som for eksempel hvordan ting fungerer i dagligdagen eller bliver fremstillet. Mellem programmets segmenter optræder tegnefilm på 30 til 100 sekunder. Disse film viser den orange mus og dens venner, en lille blå elefant og en gul and. Lydeffekter og musik komponerer lydsporet, mens karaktererne typisk løser problemer, hvor ingen af dem taler.